# Chrám Bohorodičky Ljevišské
Chrám Bohorodičky Ljevišské (srbsky: Богородица Љевишка; albánsky: Kisha e Shën Premtës) je pravoslavný kostel ze 14. století ve městě Prizren v jižním Kosovu. Od roku 2006 je kostel součástí světového dědictví UNESCO v rámci položky Středověké památky v Kosovu. Přídomek "Ljevišská" značí v srbštině „milosrdná“ (synonymum řeckého eleusa), a poukazuje na typ zobrazení Panny Marie na zdejších ikonách, na nichž je na její tváři uhnízděný malý Ježíš Kristus.
Chrám byl postaven za vlády srbského krále Štěpána Uroše II. Milutina (pokyn ke stavbě je datován 1306 nebo 1307) a šlo v podstatě o přestavbu a rozšíření byzantské baziliky z 11. století. Stavitelem byl Vít z Kotoru. Chrám byl vyzdoben freskami od byzantských malířů Michaela a Eutychia Astrapasových. Jejich častým námětem jsou církevní koncily, na nichž se odštěpovaly východní křesťanské principy od západních, což je častý jev v pravoslavno-katolickém pohraničí. Poté, co oblast v 15. století ovládli Osmané, byl kostel roku 1455, na pokyn sultána Mehmeda II., přeměněn na mešitu zvanou obvykle Džuma-džamija. V roce 1912, když srbská armáda anektovala Kosovo, byl status kostela obnoven. Roku 1923 byl odstraněn minaret přistavený Osmany. V roce 1948 získal chrám od jugoslávské vlády památkovou ochranu a v letech 1950–52 prošel rozsáhlou rekonstrukcí. Poté fungoval jako muzeum. Další restaurátorské práce byly provedeny v 70. a 80. letech 20. století. Místo bylo těžce poškozeno během nepokojů v Kosovu v roce 2004, když ho vypálil muslimský dav, podobně jako řadu jiných pravoslavných památek. Od té doby je chrám postupně znovu obnovován z prostředků srbského ministerstva kultury, se souhlasem místních orgánů.